# Lough Gowna
Lough Gowna (irl. Loch Gamhna) – jezioro  morenowe utworzone pod koniec ostatniego zlodowacenia, położone na granicy hrabstw Cavan i Longford w Irlandii, z którego większa część znajduje się w Longford. Jest to najwyższe jezioro na rzece Erne. Jezioro jest popularnym miejscem rybołówstwa w Europie.